# Hugo Armando
Hugo Armando (* 27. Mai 1978 in Miami) ist ein ehemaliger US-amerikanischer Tennisspieler.

## Karriere
Hugo Armando begann seine Karriere 1997. Auf der Challenger Tour gewann er während seiner Karriere fünf Titel im Einzel und zwölf weitere im Doppel. Auch auf der ATP World Tour konnte er Erfolge feiern, vornehmlich im Doppel. Mit Xavier Malisse gewann er 2007 in Delray Beach die Doppelkonkurrenz. Mit 6:3, 6:7 und [10:5] besiegten sie James Auckland und Stephen Huss im Endspiel. Seine beste Platzierung in der Doppel-Weltrangliste erreichte er direkt nach diesem Turniersieg mit Rang 85. Im Einzel schaffte er es am 6. August 2001 auf Platz 100. Bei Grand-Slam-Turnieren kam er weder im Einzel noch im Doppel über die erste Runde hinaus.
2008 beendete Hugo Armando seine Karriere.

## Erfolge
| Legende (Anzahl der Siege)                       |
| Grand Slam                                       |
| Tennis Masters Cup ATP World Tour Finals         |
| ATP Masters Series ATP World Tour Masters 1000   |
| ATP International Series Gold ATP World Tour 500 |
| ATP International Series ATP World Tour 250 (1)  |
| ATP Challenger Tour ATP Challenger Series (17)   |

| Titel nach Belag |
| Hartplatz (1)    |
| Sand             |
| Rasen            |

### Einzel

#### Turniersiege
| Nr. | Datum              | Turnier      | Belag     | Finalgegner     | Ergebnis        |
| --- | ------------------ | ------------ | --------- | --------------- | --------------- |
| 1.  | 13. August 2000    | Sopot II     | Sand      | Jan Weinzierl   | 6:4, 6:0        |
| 2.  | 5. November 2000   | Quito (1)    | Sand      | Patricio Arquez | 6:3, 6:4        |
| 3.  | 21. Oktober 2001   | Quito (2)    | Sand      | Luis Morejón    | 6:73, 6:3, 7:65 |
| 4.  | 20. November 2005  | Puebla       | Hartplatz | Bruno Echagaray | 2:6, 6:3, 7:61  |
| 5.  | 10. September 2006 | Freudenstadt | Sand      | Torsten Popp    | 6:3, 3:6, 6:4   |

### Doppel

#### Turniersiege

##### ATP World Tour
| Nr. | Datum           | Turnier      | Belag     | Partner        | Finalgegner                 | Ergebnis          |
| --- | --------------- | ------------ | --------- | -------------- | --------------------------- | ----------------- |
| 1.  | 5. Februar 2007 | Delray Beach | Hartplatz | Xavier Malisse | James Auckland Stephen Huss | 6:3, 6:74, [10:5] |

##### ATP Challenger Tour
| Nr. | Datum              | Turnier     | Belag     | Partner                | Finalgegner                       | Ergebnis         |
| --- | ------------------ | ----------- | --------- | ---------------------- | --------------------------------- | ---------------- |
| 1.  | 16. Juli 2000      | Oberstaufen | Sand      | Alexandre Simoni       | Tomas Behrend Karsten Braasch     | 6:4, 6:3         |
| 2.  | 15. Oktober 2000   | Guadalajara | Sand      | Alexander Waske        | Fernando Meligeni Flávio Saretta  | 7:64, 4:6, 7:67  |
| 3.  | 10. Juni 2001      | Fürth       | Sand      | Andrei Stoljarow       | Vadim Kutsenko Oleg Ogorodov      | 6:0, 6:0         |
| 4.  | 17. Juni 2001      | Weiden      | Sand      | Julián Alonso          | Petr Kovačka Pavel Kudrnac        | kampflos         |
| 5.  | 13. Oktober 2002   | Quito (1)   | Sand      | Kepler Orellana        | Eduardo Bohrer Ronaldo Carvalho   | 6:2, 6:4         |
| 6.  | 25. September 2005 | Lubbock     | Hartplatz | Glenn Weiner           | Jan-Michael Gambill Scott Oudsema | 5:7, 6:2, 7:67   |
| 7.  | 15. Oktober 2005   | Quito (2)   | Sand      | Glenn Weiner           | Paul Capdeville Adrián García     | 6:3, 6:1         |
| 8.  | 6. Mai 2006        | Atlanta     | Sand      | André Sá               | Harel Levy Dudi Sela              | 6:4, 6:4         |
| 9.  | 9. September 2006  | Düsseldorf  | Sand      | Tomas Behrend          | Simon Greul Jewgeni Koroljow      | 6:1, 4:6, [10:4] |
| 10. | 24. September 2006 | Tarragona   | Sand      | Gabriel Trujillo Soler | Álex López Morón Santiago Ventura | 6:3, 7:63        |
| 11. | 16. Juni 2007      | Bytom       | Sand      | Brian Dabul            | Tomasz Bednarek Michał Przysiężny | 6:4, 1:6, [10:5] |
| 12. | 14. September 2008 | Quito (3)   | Sand      | Leonardo Mayer         | Ricardo Mello Caio Zampieri       | 7:5, 6:2         |